# Zahrádka (Teplá)
Zahrádka (németül Sahrad) Teplá településrésze Csehországban a Karlovy Vary-i kerület Chebi járásában. Központi községétől 7 km-re délkeletre fekszik. A 2001-es népszámlálási adatok szerint 22 lakóháza és 17 lakosa van.